# Planeta azul: edición especial
Planeta azul: edición especial es una reedición del álbum Planeta azul de la artista Ruth Lorenzo, el cual fue lanzado el 27 de octubre de 2014. Su fecha de lanzamiento fue programada para el 16 de octubre del 2015, siendo el mismo anunciado el 31 de junio de 2015 con motivo de la participación de la artista en la cuarta edición del programa de televisión Tu cara me suena.
El álbum contiene temas inéditos en inglés, versiones en inglés de los temas más conocidos de Planeta Azul y colaboraciones con artistas reconocidos nacionalmente. Para su promoción, Lorenzo organizó varias firmas de discos alrededor de la geografía española. Asimismo, participó en varios programas de televisión y además, realizara su primera gira musical denominada Gira Planeta Azul. El primer sencillo promocional del álbum, «99», consiguió llegar hasta la novena posición de la lista de ventas de España publicada por Promusicae.

## Lista de canciones
| Planeta Azul. Edición Especial |                                                              |                                         |          |  |
| N.º                            | Título                                                       | Escritor(es)                            | Duración |  |
| 1.                             | «Planeta azul»                                               | Ruth Lorenzo                            | 3:09     |  |
| 2.                             | «99»                                                         | Ruth Lorenzo, Chris Wahle, Andreas Öhrn | 3:33     |  |
| 3.                             | «Echo»                                                       | Ruth Lorenzo, Chris Wahle, Andreas Öhrn | 3:07     |  |
| 4.                             | «Gigantes»                                                   | Ruth Lorenzo, Pedro Contreras           | 3:36     |  |
| 5.                             | «Noche en blanco»                                            | Ruth Lorenzo                            | 3:03     |  |
| 6.                             | «Renuncio»                                                   | Ruth Lorenzo                            | 3:47     |  |
| 7.                             | «Diamond Doors»                                              | Tooji                                   | 4:15     |  |
| 8.                             | «Rey de corazones» (con Miguel Poveda)                       | Ruth Lorenzo, Daniel Valls Halling      | 3:53     |  |
| 9.                             | «Vulnerable»                                                 | Chris Wahler, Ruth Lorenzo              | 3:38     |  |
| 10.                            | «Parar el tiempo»                                            | Ruth Lorenzo                            | 3:36     |  |
| 11.                            | «Inevitable» (con Xuso Jones)                                | Ruth Lorenzo                            | 3:12     |  |
| 12.                            | «Patito Feo»                                                 | Ruth Lorenzo                            | 3:37     |  |
| 13.                            | «Flamingos»                                                  | Ruth Lorenzo                            | 3:23     |  |
| 14.                            | «Impossible»                                                 | Ruth Lorenzo                            | 3:48     |  |
| 15.                            | «Eva»                                                        | Ruth Lorenzo                            | 4:18     |  |
| 16.                            | «Te veo» (con Daniel Diges)                                  | Ruth Lorenzo, Jacobo Calderón           | 3:53     |  |
| 17.                            | «London»                                                     | Ruth Lorenzo                            | 3:50     |  |
| 18.                            | «Unbreakable»                                                | Ruth Lorenzo                            | 3:37     |  |
| 19.                            | «Flamingos» (English Version)                                | Ruth Lorenzo                            | 3:23     |  |
| 20.                            | «Dancing in the Rain» (Representante España Eurovisión 2014) | Ruth Lorenzo, Jim Irvin, Julian Emery   | 2:52     |  |

- Referencia[4][5]

## Posiciones

### Semanales
| País   | Lista           | Primera semana        | Posición de ingreso | Mejor posición | Semanas en la mejor posición | Semanas en la lista | Última semana | Ref.  |
| ------ | --------------- | --------------------- | ------------------- | -------------- | ---------------------------- | ------------------- | ------------- | ----- |
| España | Top 100 Álbumes | 28 de octubre de 2015 | 3                   | 3              | 1                            | 6                   | -             | [ 6 ] |